# Hans Zacher
Hans Zacher (* 22. November 1912 in Lüdenscheid; † 5. August 2003 in Gauting) war der Entwickler des Standards zur Ermittlung von Flugeigenschaften.

## Leben
Hans Zacher wurde in Lüdenscheid geboren. Von 1919 bis 1923 besuchte er die Grundschule und ging dann auf die Zeppelin-Oberrealschule, die er 1932 mit dem Abitur abschloss. Anschließend machte er eine Schlosserlehre, begann im Wintersemester 1933/34 das Maschinenbaustudium an der TH Darmstadt und trat in die Flugtechnische Fachgruppe Darmstadt ein.
Nach dem Ende des Studiums 1938 trat er als Diplom-Ingenieur in die Deutsche Forschungsanstalt für Segelflug ein, wo er bis zum Kriegsende Abteilungsleiter war. Er verfasste 1944 einen Bericht über die „Flugeignungsprüfung“ des Segelflugzeuges D-30 Cirrus.
Nachdem es den Deutschen wieder erlaubt war zu fliegen, wurde Hans Zacher Musterprüfer für Flugzeuge. Bald jedoch kehrte er zurück zur Forschungsanstalt, aus der sich später das DLR entwickelte.
Hans Zacher hat viele Ideen in den Segelflug gebracht, von denen einige wegweisend waren. Sein größtes Verdienst ist ein Protokoll zur Flugeigenschaftsvermessung, das verschiedene durchzuführende Flugmanöver zur Aufnahme von Schieberollmomenten, Kurvenwechselzeiten, Längsstabilität und vielem mehr beinhaltet. Zacher hat diese Manöver nicht nur erdacht und ausgeführt, sondern zum Standard gemacht. Die bei diesen Manövern gezeigten Eigenschaften werden mit dem sogenannten „Zacherbesteck“ vermessen. Dazu zählen eine Stoppuhr, eine Federwaage und das Phipsitheta, mit dem man in verschiedenen Fluglagen Winkel ablesen kann. Auf diese Weise werden beim alljährlichen Treffen der Idaflieg in Elchingen unterschiedliche Flugzeuge untersucht. Das Zachern ist die einfachste Methode, um festzustellen, wie sich ein Segelflugzeug im Fluge handhaben lässt. Zacher stand der Oskar Ursinus Vereinigung beratend zur Seite.
Hans Zacher war Ehrenmitglied in der OSTIV (Organisation Scientifique et Technique du Vol à Voile), Träger des Tissandier-Diploms – das für herausragende Leistungen auf dem Gebiet der Sportfliegerei verliehen wird – sowie des Bundesverdienstkreuzes und Fachbuchautor.

## Werke
- mit Günter Brinkmann: Die Evolution der Segelflugzeuge (= Die deutsche Luftfahrt, Band 19). Bernard & Graefe, Bonn 1992, ISBN 3-7637-6104-7.